# Česma
Česma (także Čazma) – rzeka w środkowej Chorwacji, lewy dopływ Lonji w dorzeczu Sawy. Jej długość wynosi 123,5 km.
Jej głównymi dopływami są: Bjelovarski potok, Ciglenski potok, Grbavac, Kovačica, Mlinište, Plavnica, Račačka rijeka, Severinski potok, Velika rijeka i Žavnica. Powierzchnia jej dorzecza wynosi 2608 km². Powstaje nieopodal wsi Pavlovac, na zboczach Bilogory z połączenia strumieni Barna i Grđevica. Do Lonji wpada we wsi Okoli.
W latach 60. XX wieku została uregulowana ze względu na częste powodzie, a nadrzeczne tereny poddano pracom melioracyjnym. Gatunki ryb występujące w rzece to: brzana, karp, kleń, leszcz, okoń i sum.